# Serrat del Llamp
El Serrat del Llamp és una muntanya de 967 metres que es troba al municipi de Moià, a la comarca del Moianès.